# Noći punog meseca
Noći punog meseca je 3. epizoda strip serijala Dilan Dog. Objavljena je u bivšoj Jugoslaviji kao specijalno izdanje Zlatne serije u izdanju Dnevnika iz Novog Sada u aprilu 1989. godine. Koštala je 460 dinara (0,36 $, 0,6 DEM). Imala je 94 strane.

## Originalna epizoda
Naslov originalne epizode glasi Le notti della luna piena. Objavljena je premijerno u Italiji 1. decembra 1986. Scenario je napisao Ticijano Sklavi, a nacrtali Montanari Giuseppe i Grassani Ernesto. Naslovnicu je nacrtao Klaudio Vilja.

## Kratak sadržaj
Prolog. Crna šuma, Nemačka, 1986. Devojka izlazi iz ženskog koledža. Izlazi u šumu gde se susreće s vukom. Vuk se pretvara u čoveka i odvodi je dublje u šumu.
Devet meseci kasnije. Dilan i Gručo dolaze s bubom u Crnu šumu pokušavajući da nađu ženski internat u kome je pre devet meseci nestala Meri En Prajs. (Dilana je unajmio njen otac.) Dilanu se na trenutak čini da je video nagog čoveka u dubini šume. Izlazeći iz kola da vid o čemu se radi, napada ga vuk. Nakon što mu Gručo dobacuje pištolj, Dilan ubija vuka. Njih dvojica nastavljaju put. Buba se zaglavljuje u blatu. Iznenada se pojavljuje krupan čovek koji vadi automobil iz blata. On ih vodi pravo do ženskog koledža. Upravnica Helga Bluher negoduje zbog njihovog prisustva, ali Dilan objašnjava da istražuju misteriozni nestanak slučaj M. E. Prajs. U tom trenutku jedna od devojaka ima noćnu moru. Zapomaže kako ne želi da ide u Crnu šumu. Dilan prisustvuje ovom događaju i ponovo ispituje Helgu.
Napuštajući koledž, bubi ponestaje benzina, te Dilan i Gručo peške odlaze do obližnjeg mesta po imenu Volfburg. Ulazeći u mesto u sred noći, jedan meštanin puca iz puške na njih. Dilan uspeva da ga savlada, nakon čega mu meštanin objašnjava da je mislio da su oni stranci iz šume. Meštanin je Vlasnik gostionice „Crni vuk“ koji im priča da u Volfburg ponekad svraćaju čudna bića iz šume koja su često bez odeće a nastala su ni iz čega.
Sledećeg jutra, Aleksandra dolazi u Volfburg i sreće Dilana s kojim odlazi u šumu. Nakon kratke romanse, Aleks ponovo čuje glas iz šuma. Ona nestaje u šumi. Iste noći iz šume se pojavljuje Meri En. Kada Dilan pokuša da je odvede kući, buba se zaglavljuje u šumi. Iz šume izlazi Helen koja se predstavlja kao majka vukova, bića koje mogu da se pretvore u ljude. Dilan i Gručo uspevaju da je savladaju. Kada se vrate u internat, otkrivaju da je pravi vođa Helenina sestra – Eda Bluher, koja u internatu igra ulogu Helgine pomoćnice. Ovoga puta uspevaju da je savladaju uz pomoć Ota.
Kraj. Dilan konstatuje da je Meri En provela devet meseci u šumi. Nakon toga se priseća da mu je Helga rekla da je Meri En bila planirana za najkompleksniji eksperiment. Poslednja scena prikazuje bebu u pećini koju hrani vučica.

## Preskočeni detalji
Kada Dilan i Gručo kucaju na vrata koledža, Helga im se obraća na nemačkom („Wer bist du?“). U Dnevnikovom izdanju ovaj detalj je preskočen.

## Geografija epizode
Crna šuma (nem. Schwarzwald) je poznat planinski venac na jugozapadu Nemačke (blizu Štutgarda), koji se prostire na oko 6.000 km². U Nemačkoj postoji i mesto Volfsburg, koje se nalazi na severu Nemačke (blizu Hanovera) i od Crne šume je udaljeno oko 6 sati vožnje.

## Reprize ove epizode
Epizoda je reprizirana u kolekcionarskom izdanju Veselog četvrtka Biblioteka Dilan Dog #1, koja je izašla kao trobroj 20. maja 2009. godine.

## Prerada epizode
Epizoda je prerađena (remake) u okviru edicije Dilan Dog 666 (post-meteorski ciklus) pod nazivom Sečivo, mesec i ork. U Italiji je objavljena 2020. godine, a u Srbiji 2022, najpre u okviru kolekcionarskog izdanja Dilan Dog 666 Tom 1, a potom i u regularnoj ediciji kao #194.

## Prethodna i naredna epizoda
Prethodna epizoda nosi naslov Džek Trbosek (#2), Priviđenja Ane Never (#4)